# Santa Maria (Santos)
Santa Maria é um bairro localizado na zona noroeste da cidade de Santos.
Surgiu na década de 40 em meio a um antigo e grande manguezal, onde encontra-se resquícios até hoje às margens do Rio São Jorge.
Um dos maiores pontos de referência é o Jardim Botânico Chico Mendes, mais conhecido como Horto de Santos. A Biquinha também é um lugar muito frequentado por muitas pessoas.

## Centros de cultura e lazer
No lugar onde os animais eram sacrificados, denominado Matadouro, e com a concessão de área ao redor pela prefeitura, surge um centro educacional, assistencial e esportivo do SESI. O projeto, do arquiteto Lázaro Aurélio, inclui museu,
serviço odontológico, escola, creche, campo de futebol, futebol de
areia, piscinas, inclusive para prática de salto à distância, salto em
altura e de vara, quadras poliesportivas e local para lançamento de
dardo e martelo.